# 壬寅宮変
壬寅宮変（じんいんきゅうへん）は、明朝にて嘉靖21年10月21日（1542年11月27日）夜に発生した、楊金英ら宮女たちによる当時の皇帝である嘉靖帝の暗殺未遂事件である。

## 歴史的背景
明朝第12代皇帝であった嘉靖帝は、弘治帝の弟の興王朱祐杬の次男で、第11代皇帝である正徳帝の従弟にあたる。彼の治世の前半期はかつての遺臣が正徳期に跋扈していた佞臣を排除するなど、改革が行われたこともあったが、即位に関する大礼の議問題で嘉靖帝側に反対していた家臣に対する大弾圧が行われるなど、決して良い治世ではなかった。彼は治世の後半になると、道教の実践で不老不死になれることを謳う怪しい方士たちを近づけ、「赤鉛丸」とよばれる血と水銀が材料というおぞましい丹薬の作成を命じ、自身がそれを服用するなど暗君として君臨していた。後述するが、嘉靖帝のこのような恐怖・狂気的姿勢が、この事件を引き起こしたという意見もある。

## 事件の推移
嘉靖21年10月21日夜、楊金英ら数十名の宮女が彼の眠る寝室に押し入り、彼が眠りについたのを確認した後、紐を首にかけ、数人がそれを引き、残った者たちが彼の体を押さえつけたという。騒ぎはすぐに宮邸内を駆け巡り、皇后方氏が侍従を連れて現場に急行した。宮女らは抵抗したとされるが、最終的には全員が捕まり、拷問にかけられた上に処刑されたが、妃嬪の王寧嬪、曹端妃、宮女の楊金英らは女性ではあるが凌遅刑の厳罰で処された。

## 事件後
肝心の嘉靖帝はというと、首にかけられた紐の結び方が誤っており十分に締まらなかったため、一命をとりとめた。この事件で嘉靖帝は更に後宮に閉じこもってしまう。命を救った皇后方氏は嘉靖帝に気に入られるが、拷問で口を割った宮女たちの証言により事件に関係したとして処刑された人物の中に、嘉靖帝の寵愛していた曹氏と王氏がおり、後にこの二人が冤罪だとわかると嘉靖帝は次第に彼女を恨むようになり、この事件の5年後の1547年に方皇后の宮が火事になった際、嘉靖帝は救助を派遣せず見殺しにし、彼女を焼死させたという。

## 事件が起こされた理由
この事件が起こされた理由には様々な説があり、以下が主なものである。
①楊金英らが亀の育成に失敗したことを原因とする説。
ある時、嘉靖帝に神聖だとされる亀が献上された。その育成係に楊金英らが任命されたが、その後亀は衰弱して死んでしまい、激怒した嘉靖帝により処刑される前に先手を打って暗殺してしまおうと考えたから。という説である。
②嘉靖帝の寵愛を巡る宮邸内の争いを原因とする説。
嘉靖帝は後宮に引きこもることが多く、なかなか寵愛を受けられない宮女が多くいた。その中で嘉靖帝の寵愛を受けるために必死だった彼女らの恨みの矛先が嘉靖帝本人に向いたから。という説である。
③嘉靖帝の残虐さに恐れたことを原因とする説。
嘉靖帝は非常に残虐であり、ミスや失態を少しでも犯した者がいれば彼はその者を殴り殺したと言われ、数百人の被害者がいると言われている。そのようなことが日常であったため、いつか自分もそうなってしまうのではという彼女らの恐怖を解消する方法が、嘉靖帝の暗殺だったから。という説である。
④嘉靖帝の道教狂いに対する反発が原因とする説。
嘉靖帝はその治世で道教、特に不老不死の探求に嵌っており、上記した丹薬などを作成するために、ヒト由来のものを利用するなどかなり過激なことを行っていた。この丹薬作りにははじめ宮女が用いられたとされ、そのような虐待に耐えかねた楊金英らが嘉靖帝を暗殺してしまおうと考えたから。という説である。
これらの説からわかるように、少なくともこの暗殺未遂事件は宮女の一方的な恨みに基づくものではなく、嘉靖帝本人の行動に問題があったことが原因とされる。また、どれか一つの説が絶対的な原因ではなく、これらの説の内容が絡み合った結果、この事件が起きたとの見方もある。